# Flerbånds-Turingmaskine
En flerbånds-turingmaskine er en variant af en turingmaskine med et enkelt bånd. Forskellen består i definitionen af overføringsfunktionen da hvert felt på båndene i maskinen skal aflæses, skrives til og båndhovedet skal flyttes. En turingmaskine med et enkelt bånd kan simulere en flerbånds-turingmaskine og de er derfor lige kraftfulde. Man siger, at de genkender de samme sprogklasser.